# Citizen Cohn, le persécuteur
Pour plus de détails, voir Fiche technique et Distribution.
Citizen Cohn, le persécuteur (titre original : Citizen Cohn) est un téléfilm américain sorti en 1992et réalisé par Frank Pierson recouvrant la vie de Roy Cohn l'avocat controversé de Joseph McCarthy. James Woods, qui interprète Cohn, a été nommé aux Emmys et aux Golden Globes pour sa performance. Citizen Cohn met également en vedette Joe Don Baker (McCarthy), Ed Flanders (l'ennemi juré de Cohn, l'avocat Joseph Welch), Frederic Forrest (l'écrivain Dashiell Hammett) et Pat Hingle (J. Edgar Hoover le mentor ponctuel de Cohn). Le téléfilm a été tourné sur place à Pittsburgh en Pennsylvanie.
En France, le téléfilm a été diffusé en juin 1995 sur Canal+ sous le titre La folie du citoyen Cohn, puis le 28 octobre 1997 dans le cadre d'une soirée «Thema» consacrée au maccarthysme: «Un cauchemar américain» sur Arte sous le titre Citizen Cohn, le persécuteur.

## Synopsis
La vie de Cohn depuis son enfance à son ascension au pouvoir comme bras droit de McCarthy dans le sous-comité interne de sécurité du Sénat, à son éventuel discrédit public un mois avant sa mort en 1986 due au sida. Il est dit dans la plupart des flashbacks lorsque Cohn se meurt dans un hôpital de Virginie au cours de ses hallucinations que ses nombreux ennemis (de Robert Kennedy à Ethel Rosenberg condamnée en tant qu'espionne communiste, envoyée à la chaise électrique) le hantent. Le téléfilm traite des aspects de la vie de Cohn comme son homosexualité cachée et l'importance de sa culpabilité dans le retour de la "peur du rouge" dans les années 1950. Le film dépeint Cohn comme un personnage antipathique, bien qu'il présente également d'autres épisodes de sa vie, au cours desquels il se montre plus sensible, plus compatissant. Notamment à la mort de sa mère bien-aimée.

## Distribution
- James Woods : Roy Cohn
- Joe Don Baker : Joseph McCarthy
- Joseph Bologna : Walter Winchell
- Ed Flanders : Joseph N. Welch
- Jeffrey Nordling : G. David Schine
- Frederic Forrest : Dashiell Hammett
- Lee Grant : Dora Cohn
- Pat Hingle : J. Edgar Hoover
- John McMartin : Older Doctor
- Karen Ludwig : Ethel Rosenberg
- Josef Sommer : Albert C. Cohn
- Daniel Benzali : Francis Spellman
- Tovah Feldshuh : Iva Schlesinger
- John Finn : Charles E. Potter
- Frances Foster : 1re Annie Lee Moss
- Novella Nelson : 2de Annie Lee Moss
- Allen Garfield : Abe Feller
- David Marshall Grant : Robert F. Kennedy
- Daniel von Bargen : Clyde Tolson